# Everything Remains (As It Never Was)
| Críticas profissionais | Críticas profissionais |
| Avaliações da crítica  | Avaliações da crítica  |
| Fonte                  | Avaliação              |
| ---------------------- | ---------------------- |
| Allmusic               | [ 1 ]                  |
| metal.de               | [ 2 ]                  |
| Metal1.info            | [ 3 ]                  |
| PopMatters             | [ 4 ]                  |

Everything Remains (As It Never Was) é o quarto álbum de longa duração da banda suíça de folk metal Eluveitie. O álbum foi produzido por Colin Richardson, e lançado em 19 de fevereiro de 2010 pela gravadora Nuclear Blast.
O álbum obteve um single, Thousandfold, no qual ganhou mais de 9.500.000 visualizações no YouTube.

## Música
Diferente do lançamento do álbum anterior, Evocation I - The Arcane Dominion, que foi essencialmente um álbum de folk rock/ acoustic folk, Everything Remains (As It Never Was) retorna às origens da banda e constitui um álbum primordialmente de folk metal.

## Recepção
Everything Remains recebeu reviews positivas de um modo geral. Pascal Stieler, escrevendo para o Metal1.info  disse que Everything Remains foi "em todas os aspectos pendentes, álbum variado, que simplesmente não tem pontos fracos"  dando ao álbum 9/10. Metal.de também deu ao álbum 9/10.
A reação dos fãs foi positiva em sua maior parte, com faixas como Thousandfold sendo tocadas frequentemente em tour.

## Faixas
| N.º            | Título                               | Duração |  |
| 1.             | "Otherworld"                         | 1:57    |  |
| 2.             | "Everything Remains as It Never Was" | 4:25    |  |
| 3.             | "Thousandfold"                       | 3:20    |  |
| 4.             | "Nil"                                | 3:43    |  |
| 5.             | "The Essence of Ashes"               | 3:59    |  |
| 6.             | "Isara"                              | 2:44    |  |
| 7.             | "Kingdom Come Undone"                | 3:22    |  |
| 8.             | "Quoth the Raven"                    | 4:42    |  |
| 9.             | "(Do)minion"                         | 5:07    |  |
| 10.            | "Setlon"                             | 2:36    |  |
| 11.            | "Sempiternal Embers"                 | 4:52    |  |
| 12.            | "Lugdūnon"                           | 4:01    |  |
| 13.            | "The Liminal Passage"                | 2:15    |  |
| Duração total: | Duração total:                       | 47:03   |  |

| Faixas bônus de edição especial |                           |         |  |
| N.º                             | Título                    | Duração |  |
| 14.                             | "Otherworld Set"          | 2:34    |  |
| 15.                             | "The Liminal Passage Set" | 2:49    |  |
| Duração total:                  | Duração total:            | 52:26   |  |

| DVD |                                  |         |  |
| N.º | Título                           | Duração |  |
| 1.  | "Videoclip of "Thousandfold""    |         |  |
| 2.  | "Making of the videoclip"        |         |  |
| 3.  | "A closer look at the lyrics"    |         |  |
| 4.  | "Making of the album"            |         |  |
| 5.  | "Recording of "Thousandfold""    |         |  |
| 6.  | "Recording of "(Do)minion""      |         |  |
| 7.  | "Recording of "Quoth the Raven"" |         |  |

## Créditos
- Meri Tadic – violino, vocal
- Päde Kistler – gaita de fole, tin whistle
- Kay Brem – baixo
- Merlin Sutter –  bateria
- Chrigel Glanzmann - vocais,  violão, bandolim, uilleann pipes, bodhrán, tin whistle, gaita
- Anna Murphy – hurdy gurdy, flauta, vocais
- Sime Koch – guitarra
- Ivo Henzi – guitarra

- Torbjörn "Thebon" Schei - vocal adicional em "(Do)minion"
- Brendan Wade - uilleann pipes em "Otherworld", "Setlon" e "The Liminal Passage"
- Dannii Young - voz falada em "Otherworld" e "The Liminal Passage"

- Arranjado por Eluveitie
- Bateria, guitarra (elétrica e acústica), baixo e vocais foram gravados nos estúdios Newsound, Pfäffikon, Suiça. Estas gravações foram projetadas por Tommy Vertteli.
- Rabeca e hurdy gurdy foram gravados nos estúdios Devil em Vaduz, Liechtenstein. Estas gravações foram projetadas por Ivo Henzi e Olli Frank-Zambelli. A Rabeca foi projeta por Freddy Schnyder.
- Gaita de fole, flautas, uilleann pipes, mandola, bandolim e bodhrán foram gravados pela C Studio, Suiça. Estas gravações foram projetadas por Chrigel Glanzmann. Microfones pela Ballhorn Studios, Winterthur, Suiça.
- Mixado por Colin Richardson e Martin "Ginge" Ford para Real Productions and Management no Not-In-Pill Studios,  Newport, País de Gales.
- Masterizado por John Davis.
- Produzido por Eluveitie e Tommy Vetterli.